# Codex Basiliensis A.N.IV.2
Minuskel 1 (in der Nummerierung nach Gregory-Aland), ε 254 (Soden) ist eine griechische Minuskelhandschrift des Neuen Testaments. Vorher wurde sie als 1eap benannt, um sie von Minuskel 1rK zu unterscheiden, die vorher die Nummer 1 verwendete. Die Handschrift besteht aus 297 Pergamentblättern (18,5 × 11,5 cm). Mittels Paläographie wurde das Manuskript auf das 12. Jahrhundert datiert. Es wurde mit einer Spalte je Seite mit je 38 Zeilen geschrieben. Zudem besaß es schöne Miniaturen, die vor 1860 gestohlen wurden. 

## Beschreibung
Der Kodex enthält das vollständige Neue Testament ohne die Offenbarung des Johannes. Die Reihenfolge der Bücher ist Evangelien, Apostelgeschichte, Katholische Briefe und Paulusbriefe. Der Hebräerbrief ist als letztes Buch von Paulus aufgeführt.
Die Handschrift wurde fortlaufend und ohne Unterscheidung in Minuskeln geschrieben. Initialen sind in goldener Schrift geschrieben. Sie enthält die Ammonischen Abschnitte, jedoch fehlt der Eusebische Kanon. Weiterhin enthalten sind Prolegomena, Synaxarium und Bilder. In der Apostelgeschichte, den Katholischen Briefen als auch den Paulusbriefen ist der Euthalische Apparatus enthalten.
Auch der textkritisch zweifelhafte sekundäre Markusschluss 16:9–12 ist enthalten. Die Pericope Adulterae ist nach Johannes 21:25 eingeordnet.
Der Kodex befindet sich an der Universitätsbibliothek Basel (A. N. IV, 2).

## Geschichte des Kodex
Die Handschrift wurde dem Kloster der Predigenden Brüder von Kardinal Johannes von Ragusa (1380–1443), Vorstand des Dominikanerordens, übergeben. Sie wurde von Johann Reuchlin ausgeliehen und von Desiderius Erasmus für die erste Ausgabe seines Novum Testamentum (1516) verwendet. Als Ergebnis fanden einige Lesarten Einzug in den Textus Receptus. Jedoch benutzte Erasmus den Kodex nur sehr wenig, da sein Text sich von den Manuskripten unterscheidet, mit denen er vertraut war. Oecolampadius und Gerbelius, die Korrektoren von Erasmus, wollten erwirken, dass in der dritten Ausgabe mehr Lesarten dieses Kodex verwendet werden. Doch gemäß Erasmus war der Text des Kodex durch lateinische Handschriften verändert worden und daher nur von zweiter Güte. Seit 1559 wird er in der Universität Basel aufbewahrt.
Johann Jakob Wettstein war der Erste, der ihn vollständig untersuchte. Gemäß seinen Untersuchungen stimmt der Text mit den meisten alten Kodizes und Zitaten der Kirchenväter überein. 1751 änderte er seine hohe Meinung (Novum Testamentum Græcum). Wettstein kollationierte die Handschriften erneut, jedoch unterliefen ihm einige Fehler. Gemäß  Samuel P. Tregelles war seine Kollation in mehr als 1200 Lesarten fehlerhaft. Tregelle und Roth erstellten daher eine neue Kollation. Tregelles bemerkte, dass der Kodex ähnlich Minuskel 118 sei. John William Burgon bemerkte auch eine Ähnlichkeit zu den Kodizes 131 und 209. Diese ganze Gruppe wurde 1902 von Kirsopp Lake untersucht. Sie wird daher als die „Lake Group“ oder Familie 1 bezeichnet.

## Text des Kodex
Der griechische Text der Evangelien repräsentiert den Cäsareanischen Texttyp. Aland ordnete ihn in Kategorie III ein. Die restlichen Bücher des Neuen Testaments in diesem Kodex repräsentieren den Byzantinischen Texttyp. Aland ordnet ihn in Kategorie V ein. Er gehört zusammen mit den Handschriften 118, 131 und 209 zur Familie 1.
Gemäß Fenton John Anthony Hort ist der Text ein Nachfolger des Byzantinischen Texttyps. 
In Matthäus 27:16 findet sich die berühmte Textvariante „Ιησουν τον Βαραββαν“. Diese Variante ist im Codex Koridethi, Minuskel 700 und anderen Mitgliedern der Textfamilie f1 enthalten.